# Pinocchio (TV-serie)
Pinocchio (hangul: 피노키오; RR: Pinokio) är en sydkoreansk TV-serie som sändes på SBS från 12 november 2014 till 15 januari 2015. Lee Jong-suk och Park Shin-hye spelar i huvudrollerna.

## Rollista (i urval)
- Lee Jong-suk som Choi Dal-po/Ki Ha-myung
- Park Shin-hye som Choi In-ha
- Kim Young-kwang som Seo Beom-jo
- Lee Yu-bi som Yoon Yoo-rae